# Ismät Abasov
Ismät Abasov (azerbajdzjanska: İsmət Abasov), född 25 maj 1954 i Jerevan i Armeniska SSR i Sovjetunionen (nu Armenien), är en azerbajdzjansk politiker. Han var Azerbajdzjans jordbruksminister åren 2004 till 2013 samt vice premiärminister mellan 2013 och 2018.